# Селенит натрия
Селенит натрия — неорганическое соединение, соль щелочного металла натрия и селенистой кислоты с формулой Na2SeO3, бесцветные кристаллы, растворимые в воде, образует кристаллогидраты.

## Получение
- Растворение диоксида селена в разбавленном растворе гидроокиси натрия:

{\displaystyle {\mathsf {SeO_{2}+2NaOH\ {\xrightarrow {}}\ Na_{2}SeO_{3}+H_{2}O}}}
- Растворение селенистой кислоты в концентрированном растворе гидроокиси натрия:

{\displaystyle {\mathsf {H_{2}SeO_{3}+2NaOH\ {\xrightarrow {}}\ Na_{2}SeO_{3}+2H_{2}O}}}
- Разложение селената натрия:

{\displaystyle {\mathsf {2Na_{2}SeO_{4}\ {\xrightarrow {500^{o}C}}\ 2Na_{2}SeO_{3}+O_{2}}}}

## Физические свойства
Селенит натрия образует бесцветные кристаллы, хорошо растворимые в холодной воде с гидролизом по аниону.
Образует кристаллогидраты состава Na2SeO3•8H2O и Na2SeO3•5H2O.

## Химические свойства
- При нагревании разлагается:

{\displaystyle {\mathsf {2Na_{2}SeO_{3}\ {\xrightarrow {>710^{o}C}}\ 2Na_{2}Se+3O_{2}}}}
- безводную соль получают сушкой кристаллогидрата в вакууме:

{\displaystyle {\mathsf {Na_{2}SeO_{3}\cdot 5H_{2}O\ {\xrightarrow {40^{o}C,vacuum}}\ Na_{2}SeO_{3}+5H_{2}O}}}
- При нагревании концентрированных растворов образует пироселенит натрия:

{\displaystyle {\mathsf {2Na_{2}SeO_{3}+H_{2}O\ {\xrightarrow {T}}\ Na_{2}Se_{2}O_{5}+2NaOH}}}
- Является сильным окислителем:

{\displaystyle {\mathsf {Na_{2}SeO_{3}+6HCl\ {\xrightarrow {}}\ Se\downarrow +2Cl_{2}\uparrow +2NaCl+3H_{2}O}}}
- Окисляется концентрированной перекисью водорода:

{\displaystyle {\mathsf {Na_{2}SeO_{3}+H_{2}O_{2}\ {\xrightarrow {}}\ Na_{2}SeO_{4}+H_{2}O}}}
- Окисляется кислородом воздуха:

{\displaystyle {\mathsf {2Na_{2}SeO_{3}+O_{2}\ {\xrightarrow {700-725^{o}C}}\ 2Na_{2}SeO_{4}}}}
- Восстанавливается водородом:

{\displaystyle {\mathsf {Na_{2}SeO_{3}+3H_{2}\ {\xrightarrow {550-650^{o}C}}\ Na_{2}Se+3H_{2}O}}}
- Вступает в обменные реакции:

{\displaystyle {\mathsf {Na_{2}SeO_{3}+2AgNO_{3}\ {\xrightarrow {}}\ Ag_{2}SeO_{3}\downarrow +2NaNO_{3}}}}

## Применение
- В производстве специальных стёкол.
- Поскольку селен является незаменимым элементом, селенит натрия является минеральной добавкой, применяемой в медицине и ветеринарии в составе некоторых лекарств и БАДов с целью профилактики и лечения дефицита селена в организме. [1]
- Натрия селенит — международное непатентованное наименование (МНН) лекарственного средства. По фармакологическому указателю натрия селенит входит в группу «Макро- и микроэлементы». По АТХ натрия селенит относится к разделу «А12 Минеральные добавки», группе «A12CE Препараты селена» и имеет код A12CE02. [1]

## Безопасность
Селенит натрия токсичен в высоких концентрациях, как и многие другие соединения селена. ЛД50 для кроликов орально составляет 2,25 мг/кг.
- При постоянном приеме селенита натрия доза ≥ 2,4-3 мг в сутки описана, как токсическая для человека.
- В 2000 году Институт медицины США установил допустимый верхний уровень потребления (УП) взрослого для селена из всех источников - продуктов питания, питьевой воды и пищевых добавок - на уровне 400 мкг/сутки.
- Европейский орган по безопасности пищевых продуктов рассмотрел тот же вопрос безопасности и установил его УП на уровне 300 мкг/сутки.